# Rio Dălghiaş
O Rio Dălghiaş é um rio da Romênia, afluente do Dălghiu, localizado no distrito de Braşov.